# Nagytilaj
Nagytilaj é um município da Hungria, situado no condado de Vas. Tem 15,66 km² de área e sua população em 2015 foi estimada em 116 habitantes.